# Всесвітній день гуманізму
Всесвітній день гуманізму — свято, яке щорічно відзначається в усьому світі в день червневого сонцестояння 21 червня.

Всесвітній день гуманізму був заснований в 1986 році на Всесвітньому Конгресі міжнародного гуманістичного та етичного союзу в Осло і з того часу все ширше відзначається в багатьох країнах світу, допомагаючи об'єднанню людей, які поділяють ідеї і принципи сучасного світського гуманізму.

Міжнародний гуманістичний та етичний союз (англ. International Humanist and Ethical Union, IHEU) зазначає, що святкування цього дня сприятиме поширенню поінформованості про гуманізм як філософський погляд на життя та його позитивні цінності, а також соціальній консолідації прихильників ідей гуманізму.

## Історія
День гуманізму протягом 1980-х років святкувався організаціями Американської гуманістичної асоціації (англ. American Humanist Association, AHA). Дата його проведення в ті часи варіювалася: або відзначався в дату заснування Міжнародного гуманістичного та етичного союзу, або в інші знаменні дати. На межі кінця 1980-х — початку 1990-х років Американська гуманістична асоціація та Міжнародний гуманістичний та етичний союз вирішили проводити Всесвітній день гуманізму в час літнього сонцестояння.

## Ключові послання Всесвітнього дня гуманізму
Ключовими посланнями Всесвітнього дня гуманізму є визнання гуманізму, як:
- демократичної, етичної життєвої позиції, яка стверджує, що людина має право і обов'язок самостійно визначати зміст і форму свого життя;
- прагнення до побудови більш гуманного суспільства за допомогою етики, заснованої на людських і інших природних цінностях, в дусі розуму і вільного пошуку, за допомогою використання людських здібностей;
- ствердження цінності людини, як особистості, її права на свободу, щастя, розвиток, прояв своїх здібностей; та її особиста свобода має супроводжуватися соціальною відповідальністю;
- звернення до цінностей і краси навколишнього середовища, не сприйняття надприродного тлумачення реального світу;
- філософської концепції з цінностями любові, доброти, милосердя, справедливості, взаєморозуміння, діалогу, терпимості і людяності, миру тощо; пріоритетності загальнолюдських цінностей перед будь-якими груповими або ідеологічними.

## Формат
Способи, у який відзначається Всесвітній день гуманізму, значно відрізняються серед місцевих гуманістичних спільнот, що відображає індивідуальність ідей гуманізму. Це може бути просто зустріччю однодумців, такою як вечеря або пікнік, з достатнім часом для спілкування. Іноді проводяться різні наукові конференції та дискусії з гуманістичної тематики. Деякі спільноти використовують певні соціальні ритуали, музичні заходи та справи, які висвітлюють метафоричну символіку сонцестояння та світла знань.

Всесвітній гуманістичний день святкується багатьма гуманістичними спільнотами та організаціями, які проводять різні спеціальні заходи, наприклад:
- Співтовариство гуманістів Канберри (англ. Canberra Humanists Community) проводить 24 червня 2018 року вечерю з нагоди цього свята.[3]
- Гуманістичне товариство Сингапуру проводить 24 червня 2018 року в ознаменування цього свята перший нерелігійний діалог про віру, атеїзм та переконання, на якому дискутуватиметься питання відмінностей між спільнотами людей з віруваннями чи без них та гуманітарні знаменники, які об'єднують різні суспільні групи.[4]
- Російське гуманістичне суспільство відзначило у 2017 році Міжнародний день гуманізму проведенням в Російській державній бібліотеці мистецтв (Москва) наукової конференції «Світський гуманізм в Росії та світі» .[5]
- У Волноваському районному центрі зайнятості (Донецька обл.) з нагоди Дня гуманізму пройшов семінар з питань особливих потреб людей з вадами слуху.[6]